# Eduard Haueis (Germanist)
Eduard Haueis (* 2. Oktober 1938 in Nürnberg) ist ein deutscher Germanist, Fachdidaktiker und Hochschullehrer.

## Leben und Wirken
Nach seiner Abiturprüfung 1958 in Nürnberg studierte Eduard Haueis von 1960 bis 1966 Germanistik und Romanistik an der Universität Erlangen-Nürnberg. Von 1963 bis 1970 war er als Lehrer für Deutsch und Französisch tätig und promovierte 1968 an der Universität Erlangen-Nürnberg. Von 1970 bis 1974 arbeitete er als wissenschaftlicher Assistent an der Pädagogischen Hochschule Ruhr (Abt. Hagen). Dort habilitierte er sich 1974 über „Karl Kraus und der Expressionismus“ bei Walter Israel für Deutsche Sprache und ihre Didaktik. Von 1974 bis 1991 lehrte er dann als Dozent bzw. Professor an der Pädagogischen Hochschule Ludwigsburg. Im Jahre 1991 übernahm er eine Professur an der Pädagogischen Hochschule Heidelberg. 2004 wurde er emeritiert.
In seinen Veröffentlichungen beschäftigt sich Haueis vor allem mit der Didaktik des Deutschunterrichts.

## Veröffentlichungen (Auswahl)
- Die theoretische Grundlegung des gegenwärtigen Aufsatzunterrichts (= Neue pädagogische Bemühungen. Bd. 47). Neue-Dt.-Schule-Verlag-Ges., Essen 1971.
- mit Otfried Hoppe: Aufsatz und Kommunikation. Zwei Untersuchungen. Schwann, Düsseldorf 1972, ISBN 3-7895-0175-1.
- mit Gerd Altenrichter und Gerlind Belke: Zur Theorie des eigensprachlichen Unterrichts. Schwann, Düsseldorf 1974, ISBN 3-590-15371-3.
- (Mitautor): Deutschdidaktik und Gesellschaftslehre. Kritische Anmerkungen zu Anleihen in Sprach- und Literaturdidaktik (= Informationen zur Sprach- und Literaturdidaktik. Bd. 12). Schöningh, Paderborn 1977, ISBN 3-506-74062-8.
- Grammatik entdecken. Grundlagen des kognitiven Lernens im Sprachunterricht (= Informationen zur Sprach- und Literaturdidaktik. Bd. 17). Schöningh, Paderborn 1981, ISBN 3-506-74077-6.
- Theater in Europa vom ausgehenden Mittelalter bis zur Gegenwart. Pädagogische Hochschule Ludwigsburg 1982.
- Aufsatzdidaktik. Fachbereich II der Pädagogischen Hochschule Ludwigsburg 1983.
- (Hrsg.): Produktion schriftlicher Texte (= Osnabrücker Beiträge zur Sprachtheorie. Bd. 36). Red. OBST, Bremen 1987, ISBN 3-924110-34-4.
- (Hrsg.): Sprachbewußtsein und Schulgrammatik (= Osnabrücker Beiträge zur Sprachtheorie. Bd. 40). Verein z. Förderung d. Sprachwissenschaft in Forschung u. Ausbildung, Osnabrück 1989, ISBN 3-924110-38-7.
- (Hrsg.): Muttersprachlicher Unterricht an Europas Schulen (= Osnabrücker Beiträge zur Sprachtheorie. Bd. 48). Redaktion OBST, Oldenburg 1994, ISBN 3-924110-48-4.
- Unterricht in der Landessprache. Beiträge zur Orientierung des didaktischen Denkens. Schneider-Verlag Hohengehren, Baltmannsweiler 2007, ISBN 978-3-8340-0257-0.
- mit Stefan Schallenberger (Hrsg.): (Schrift-)Spracherwerb und Grammati(kali)sierung  (= Osnabrücker Beiträge zur Sprachtheorie. Bd. 73). Red. OBST, Duisburg 2007, ISBN 978-3-924110-73-4.
- mit Peter Klotz (Hrsg.): Sprachästhetik  (= Osnabrücker Beiträge zur Sprachtheorie. Bd. 76). Red. OBST, Duisburg 2009, ISBN 978-3-924110-76-5.
- Ausbau von sprachlichen Potentialen. Sozio- und Ontogenese in einer didaktischen Perspektive. Universitätsverlag Rhein-Ruhr, Duisburg 2016, ISBN 978-3-95605-020-6.
- mit Hans Lösener: Die sprechbare Schrift - zur Sprachlichkeit des literarischen Lernens im Deutschunterricht (= Positionen der Deutschdidaktik. Bd. 16). Lang, Berlin usw. 2022, ISBN 978-3-631-86040-3.

Festschrift
- Gerhard Härle, Bernhard Rank (Hrsg.): Wege zum Lesen und zur Literatur. [Eduard Haueis zum 65. Geburtstag]. Schneider-Verlag Hohengehren, Baltmannsweiler 2004, ISBN 3-89676-794-1 (Lebensdaten/Schriftenverzeichnis Eduard Haueis S. 231–235).